# Мадонна в кресле
«Мадонна в кресле», Мадонна сидящая в кресле, Мадонна делла Седиа (итал. Madonna della seggiola, Madonna della sedia — Мадонна в кресле; итал. Madonna con il Bambino e San Giovannino — Мадонна с Младенцем и маленьким Святым Иоанном) — одна из Мадонн Рафаэля, картина в формате тондо, написанная около 1513—1514 годов, во время работы художника в Риме. Хранится в Палаццо Питти во Флоренции.

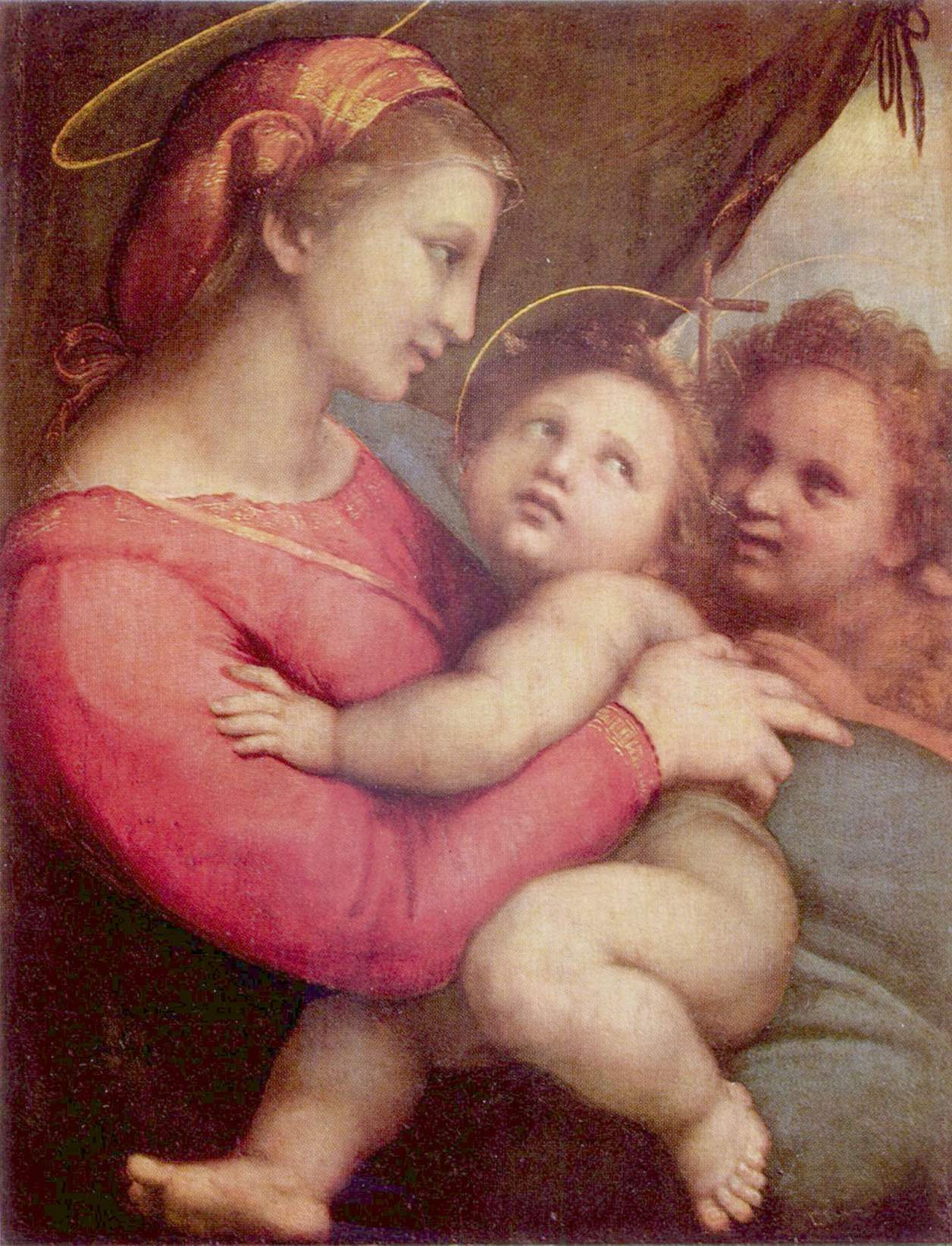
Рафаэль Санти. Мадонна в шатре. 1514. Дерево, масло. Старая Пинакотека, Мюнхен

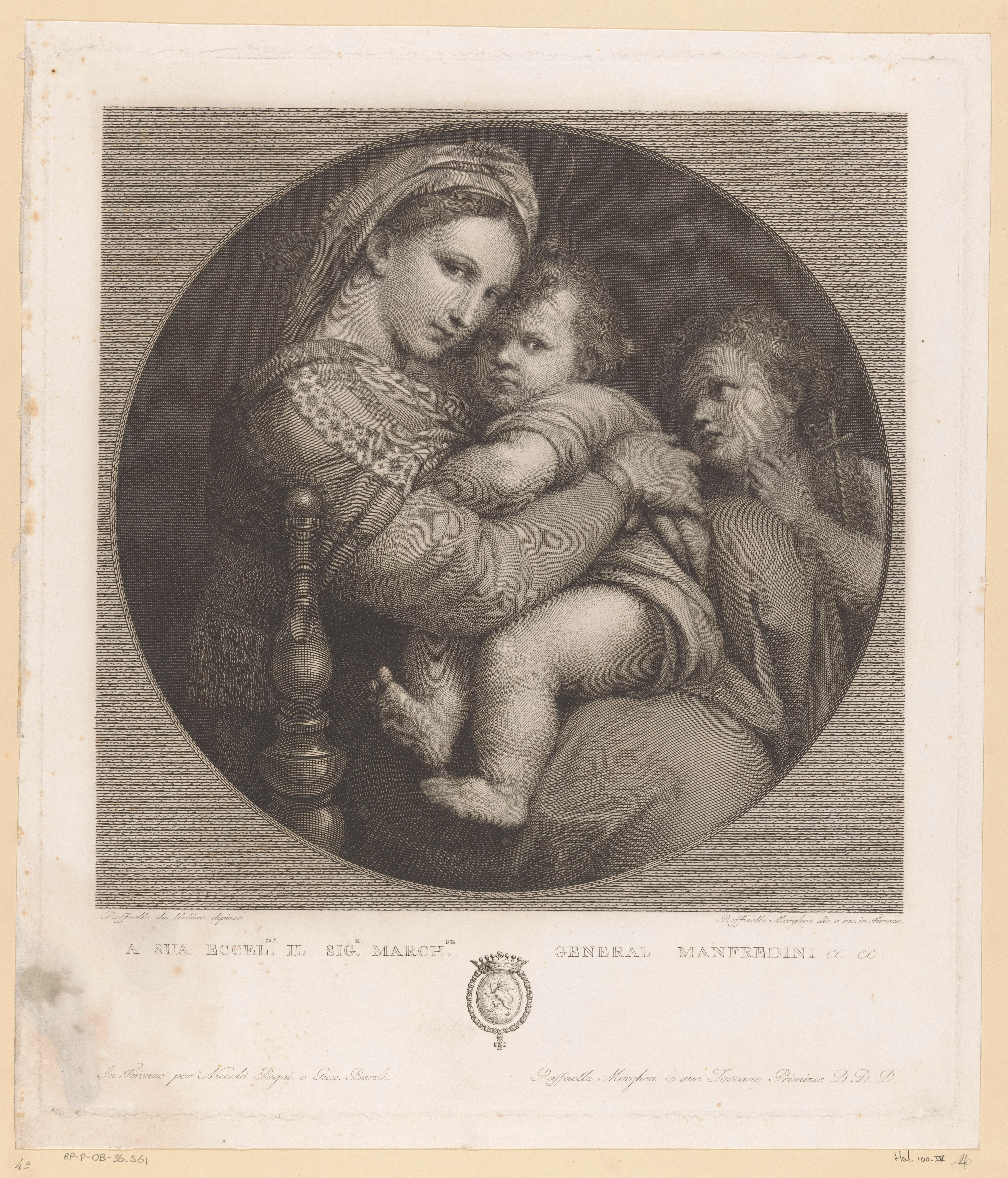
Р. Морген. Мадонна в кресле (по Рафаэлю). 1768—1833. Резец, пунктир

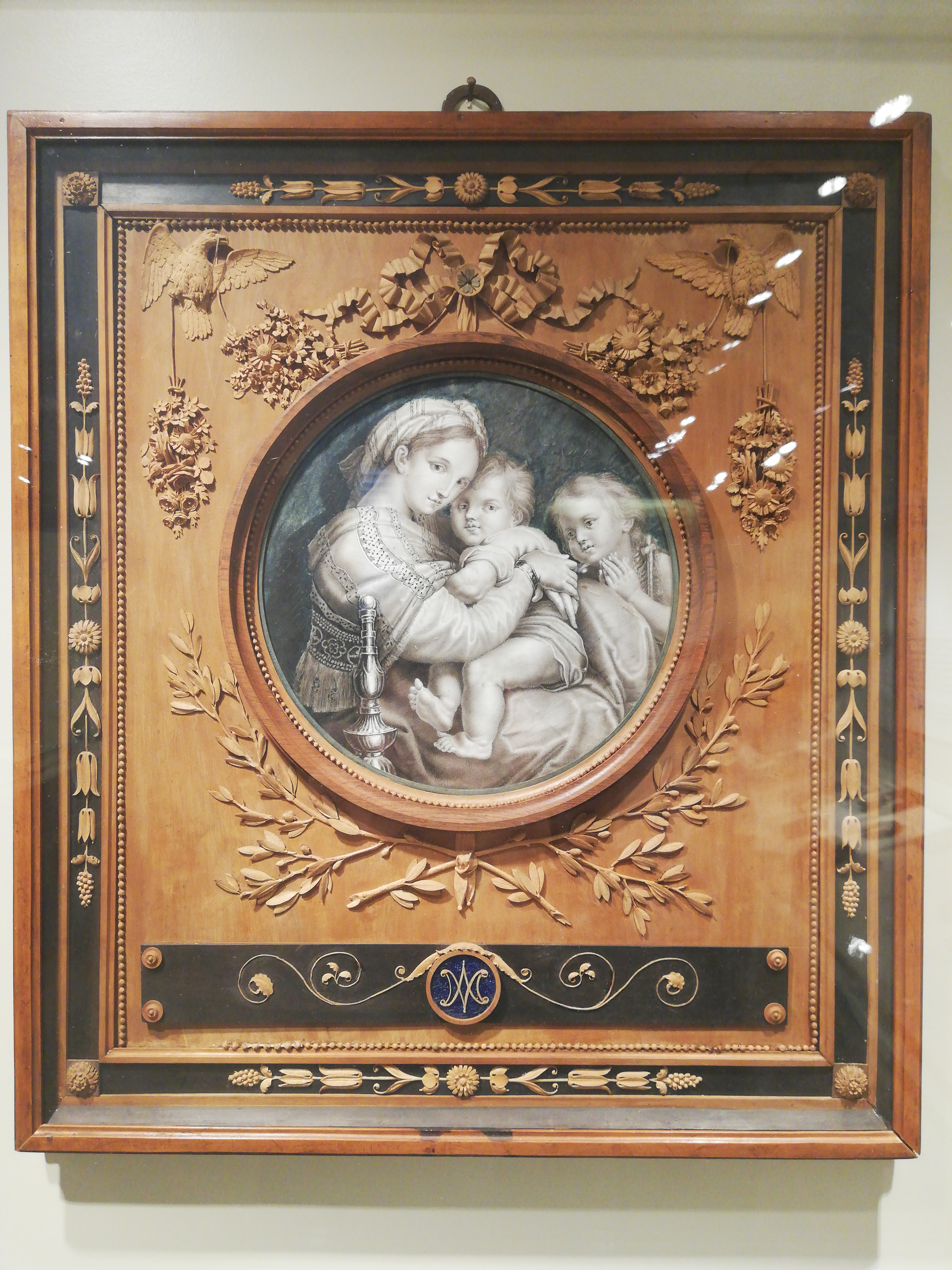
Дж. М. Бонцаниго. Мадонна в кресле. Миниатюра. 1808. Гризайль

## История картины
Картина с первой половины XVI века находилась в коллекции семьи Медичи и, судя по необычному для Рафаэля круглому формату, была создана для частного владения. Сложность композиции, наличие «камерального кресла» (sedia camerale), которое было привилегией понтифика или очень высоких сановников, привели к предположению, что работа была заказана папой Львом X (Джованни Медичи) и отправлена им своим родственникам во Флоренцию. Такое же кресло Рафаэль несколько лет спустя написал в «Портрете Льва X с кардиналами Джулио Медичи и Луиджи Росси» (1518).
Можно также предположить, что именно в Риме Фердинанд I Медичи, в то время кардинал, мог приобрести «Мадонну делла Седиа» для своей виллы на холме Пинчо в Риме. В описях 1723 и 1761 годов картина действительно упоминается как находящаяся в спальне великого герцога Фердинандо Медичи, который, покидая Рим, взял с собой и картину, и с 1587 года она находилась на вилле Поджо-а-Кайано (в Прато). Затем картина была помещена в «трибуну» (восьмиугольный зал) в галерее Уффици, где оставалась до конца XVII века, когда было решено переместить её в Палаццо Питти. Ранее, вероятно ещё для Фердинадо, была сделана новая рама картины по рисунку Диачинто Мария Марми в мастерской скульптора Джован Баттиста Фоджини.
При формировании семейной картинной галереи Медичи в Палаццо Питти во Флоренции «Мадонну делла Седиа» помещали поочерёдно в залы, расписанные Пьетро да Кортона: залы Венеры, Аполлона, Юпитера и Марса (1793).
После оккупации Флоренции наполеоновскими войсками в 1799 году картина вместе с другими шедеврами отправилась в Париж. После многих перемещений, которые, безусловно, не пошли на пользу картине, тондо Рафаэля вместе с другими произведениями искусства в 1816 году вернулось во Флоренцию. Впоследствии картину переместили туда, где мы можем любоваться ей сегодня: в Зал Сатурна Палаццо Питти.

## Датировка, композиционный и стилевой анализ
На картине Рафаэля изображены Дева Мария, обнимающая младенца Христа, и взирающий на них с благоговением юный Иоанн Креститель. Картина не имеет строгой геометрической схемы композиции, свойственной ранним мадоннам Рафаэля флорентийского периода. Использование более тёплых красок позволяет предположить о влиянии на работу живописной манеры Тициана и ближайшего соперника Рафаэля Себастьяно дель Пьомбо.
Датировка около 1514 года основана на стилевом анализе картины, поскольку её композиционные, колористические и технические особенности указывают на период, непосредственно следующий за фресками в Станца д’Элиодоро Апостольского дворцав Ватикане (1511—1514). Влияние Микеланджело очевидно в порывистом движении и трактовке некоторых деталей, таких как локоть Младенца, однако смягчённых рафаэлевским стилем. Близкой в стилевом и формальном отношениях является «Мадонна в шатре» (Madonna della Tenda, 1513—1514), картина схожей темы и композиции, но в прямоугольном формате.
По легенде вдохновение для этой работы пришло к художнику во время проезда через Веллетри (Лацио), где он увидел местную крестьянскую девушку, которая баюкала ребёнка на коленях. В ином варианте: девушка держала за руку своего младенца в саду, а второй её маленький сын играл у неё на коленях. Рафаэль сразу же сказал, что хотел бы нарисовать её именно так, с двумя сыновьями, позже представленными как Пресвятая Дева, младенец Христос и святой Иоанн. Картина действительно проникнута теплотой и нежностью, её можно было бы назвать реалистичной, если бы не сложность композиции, создающей напряжённое и даже неудобное положение Мадонны и предельную уплотнённость, вызванных компоновкой изображения в круглый формат. Дева Мария представлена в позе, которую нелегко воспроизвести в реальности, однако это искупается пластичностью основных формообразующих линий, создающих кантабильность («певучесть») контуров, вовлекающих все элементы картины в круговое движение.
Одеяние Мадонны восходит к народному итальянскому костюму; точны детали: от сияния золотой бахромы на спинке стула, до вышивки на зелёной шали восточного происхождения. Важное значение имеют цвета: от золотистого и зелёного до лазурно-голубого или сопоставления красного рукава Мадонны с оранжевой драпировкой младенца Христа.
В. Н. Гращенков писал, что «„Мадонны Рафаэля“ понятны с первого взгляда. Они живут в согласии со своими чувствами, в согласии с природой, с людьми. Красота зрелой женственности неотделима в них от благородной одухотворённости материнства… В творчестве флорентийских художников — не только Леонардо и Микеланджело, но и мастеров кватроченто — он встретил и другую трактовку образа Мадонны… Это те многочисленные, чаще всего полуфигурные изображения Богоматери, где она представлена нежно обнимающей дитя, которое отвечает ей своей лаской» (имеется ввиду иконографический тип «Богоматери Умиления» (итал. Madonna della Tenerezza, Madonna dell’ Umiltá). Но одновременно, писал далее Гращенков, «Рафаэль ищет новых решений» под безусловным влиянием Микеланджело, в частности, его рельефных тондо: «Мадонны Таддеи» и «Мадонны Питти». Рафаэль делал с этих произведений зарисовки, использовав их и для «Мадонны в кресле», которую Рафаэль «строит словно скульптурный барельеф».

## Влияния картины
Многие художники находились под влиянием тондо Рафаэля или использовали это произведение в своих картинах. Рафаэлем восхищался Ж. О. Д. Энгр и отдал ему дань уважения, включая эту картину во многие свои работы, например, на фоне портрета короля Генриха IV, играющего со своими детьми («Генрих IV принимает испанского посла», 1817), «Рафаэль и Форнарина», «Портрет месье Ривьера» и «Портрет Наполеона на императорском троне» (в ковровой вышивке у ног императора). Иоганн Цоффани также изобразил «Мадонну в кресле» среди прочих картин на полотне «Трибуна Уффици» (1772—1778). Шедевр Рафаэля присутствует и на созданном в 1820 году произведении Уильяма Тёрнера «Вид Рима из Ватикана».
Произведение Рафаэля вдохновило гравёра Рафаэля Моргена на создание репродукционной гравюры для коллекции принца-консорта Англии, хранящейся в Королевском фонде.
Лев Толстой всегда имел при себе миниатюрную, в серебряном окладе копию «Мадонны в кресле», которую ему подарила тётка при отправлении на Крымскую войну. В конце жизни писатель ставил эту работу Рафаэля выше других его Мадонн. «Мадонна в кресле» приводила в восторг и Ф. М. Достоевского, видевшего её во Флоренции. А. К. Толстой описал картину в следующих строках:
Склоняся к юному Христу,

Его Мария осенила;

Любовь небесная затмила

Её земную красоту.

А Он, в прозрении глубоком,

Уже вступая с миром в бой,

Глядит вперёд — и ясным оком

Голгофу видит пред собой

## Прочие факты
В 1987 году картина Рафаэля была использована для оформления обложки альбома «Некрофилия» рок-группы «Гражданская оборона».